# Kapila

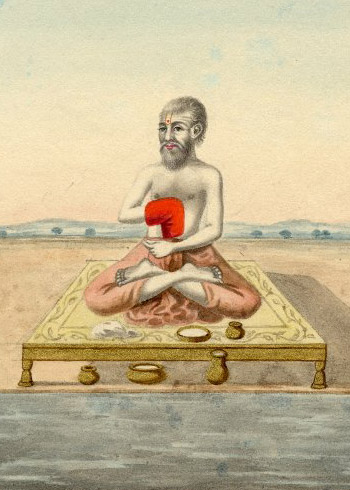
Kapila – Aquarell (19. Jh.)

Kapila (Sanskrit कपिल kapila) ist ein Weiser (rishi) der hinduistischen Mythologie; seine historische Authentizität ist umstritten. Einigen Quellen zufolge gilt er als Nachfahre von Manu und als Begründer des Samkhya-Systems.

## Mythos
Im dritten Buch des Bhagavata Purana werden Kardama Muni und Devahuti als seine Eltern genannt; seine Schwester und Schülerin war Anusuya. Sowohl im Bhagavata Purana, als auch in anderen Puranas wird er als Inkarnation Vishnus angesehen, der durch seine Lehre das spirituelle Gleichgewicht wiederhergestellt habe. Außerdem gilt er als Urheber des Bhakti-Yoga. Von Krishna wird er in der Bhagavad Gita als ‚vollkommen‘ bezeichnet. Wieder andere halten ihn für einen Sohn Prahladas oder eine Inkarnation des Gottes Agni.
Sein wichtigster Auftritt bezieht sich auf den Mythos der ‚Herabkunft der Ganga‘ (Gangadhara Murti): König Sagara hatte das Pferdeopfer (ashvamedha) bereits 99 mal durchgeführt und war dabei, es zum hundertsten Mal zu tun. Doch der vedische Hochgott Indra, der Herr des Himmels (svarga), bekam es wegen des damit verbundenen Machtzuwachses mit der Angst zu tun – er entführte das Pferd und stellte es im Stall des Ashrams von Kapila unter. Dort fanden es die 60.000 Söhne Sagaras und im Glauben, Kapila sei für den Diebstahl verantwortlich, griffen sie ihn an. Doch dieser verbrannte sie mit einem Blick allesamt zu Asche. Anshuman, ein Enkel Sagaras kam daraufhin und bat den Weisen um die Möglichkeit, die Seelen der Verstorbenen zu befreien und zu erlösen (moksha). Kapila entgegnete ihnen, dass nur die Göttin bzw. der Fluss Ganga, wenn sie vom Himmel herabkäme, dies zu tun vermöge. Bhagiratha, ein Verwandter des Königs, verübte daraufhin eine 1000-jährige Askese bis Ganga schließlich versprach, auf die Erde herabzukommen – doch sie warnte, dass niemand die Wucht ihrer Wassermassen bändigen könne und sie folglich alles zerstören würde. Daraufhin erbot sich Shiva (hier in der Rolle des Bewahrers), die Fluten zu bändigen und fing sie in den Strähnen seiner langen Haarflechten auf.

## Lehren
Einige legendäre Aussprüche Kapilas sind überliefert, darunter auch folgender:
„Taten reinigen den Körper, doch das Wissen (oder das Erlangen von Weisheit) ist das höchste Ziel.“

## Buddhismus
Auch die Buddhisten bauten Kapila in ihre Lehren ein und hielten ihn sogar für eine frühere Inkarnation Buddhas. Seine Schüler sollen die Stadt Kapilavastu erbaut haben, in welcher Buddha die ersten 29 Jahre seines Lebens verbrachte.